# Слободан Бошкан
Слободан Бошкан (Нови Сад, 18. август 1975) бивши је српски одбојкаш.

## Играчка каријера
Члан тима који је 2000. године освојио златну олимпијску медаљу за СР Југославију.
Бошкан је висок 1,97 m, и играо је на позицији примача. Са репрезентацијом је освојио бронзану, односно сребрну медаљу на европским првенствима 1995. и 1997. године, сребро на Светском првенству 1998. године и бронзу на Светском купу играном 1996. године.

## Клубови
- 1995-99  Војводина
- 1999-00  ОК Олимпијакос
- 2000-02  ОК Трентино
- 2002-03  ОК Ираклис
- 2003-04  Војводина
- 2002-03  ОК Тур
- 2008  ОК Халкбанк, Анкара
- 2008-2011  ОК Будванска ривијера

## Успеси

### Репрезентативни
- Олимпијске игре:  2000
- Светско првенство:  1998
- Европско првенство:  2001,  2005, 2007.